# Кошарац, Неманя
Неманя Кошарац (босн. Nemanja Košarac; 13 марта 1989, Сараево, СФРЮ) — боснийский биатлонист и лыжник.

## Биография
В биатлон пришёл в 2003 году, с 2005 года — в сборной Боснии и Герцеговины.
Учится в Университете Источно-Сараево.
Член спортивного клуба Источно Сараево.